# Cornelia Willius-Senzer

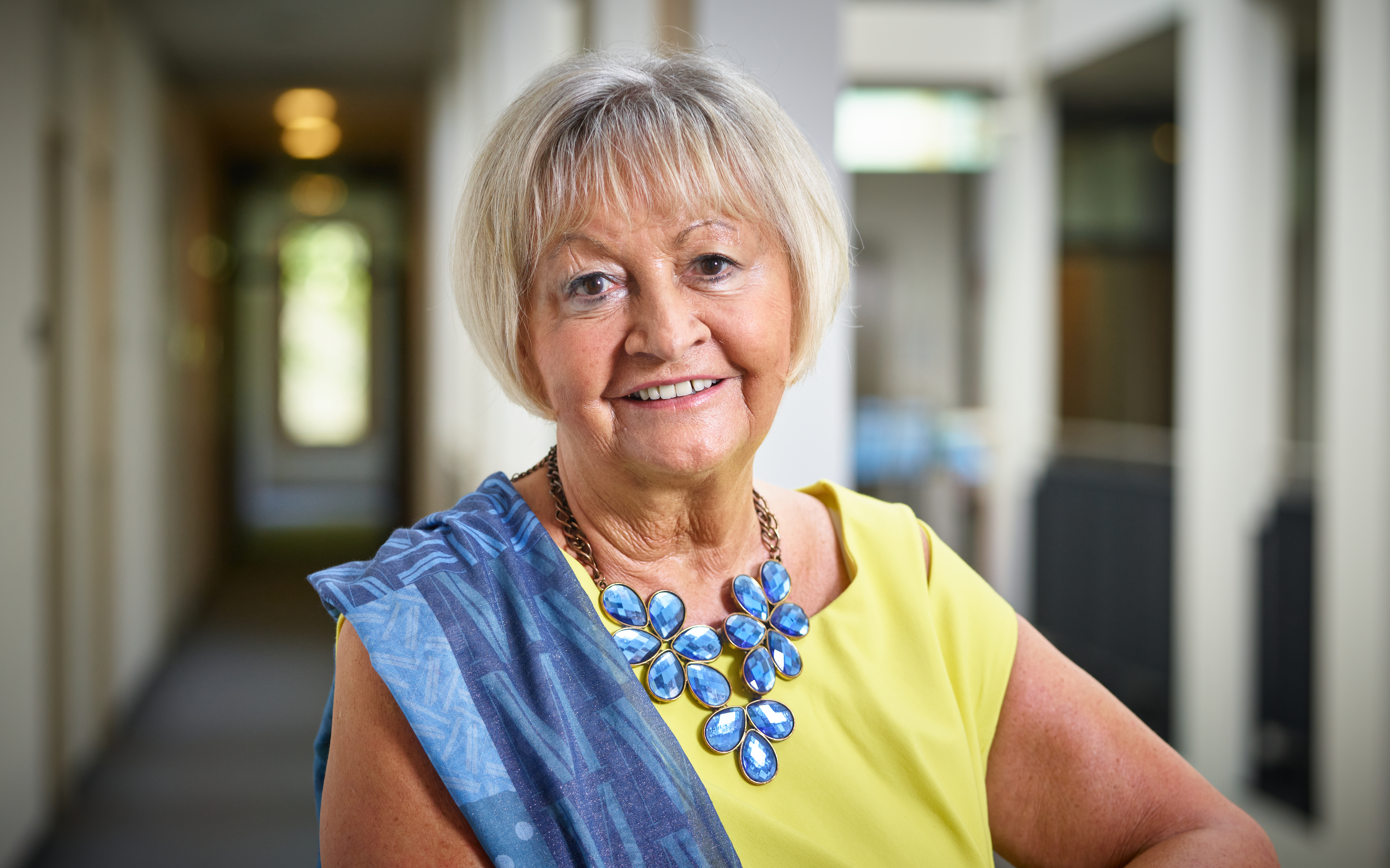
Cornelia Willius-Senzer (2021)

Cornelia Willius-Senzer (* 13. Juli 1943 in Mainz, geborene Scherning) ist eine deutsche Politikerin (FDP). Sie ist seit 2016 Mitglied des Landtages Rheinland-Pfalz und war dort von 2017 bis 2021 Vorsitzende der FDP-Fraktion.

## Leben und Ausbildung
Cornelia Willius-Senzer wurde in Mainz geboren und wuchs in Oppenheim auf. Nach der Handelsschule studierte sie am Institut Catholique Versailles und an der London School of Oxford Fremdsprachen. Nachdem sie für ein rheinhessisches Weingut eine Vertriebsstruktur in Frankreich und Belgien aufgebaut hatte, war Willius-Senzer als Marketingberaterin und Dolmetscherin für verschiedene internationale Chemieunternehmen tätig. Nach der Hochzeit mit ihrem Ehemann entschied sie sich 1972, die Tanzschule Willius-Senzer (heute: ADTV Willius-Senzer Tanzschulen Mainz) gemeinsam mit ihm zu führen.
Sie fungierte von 2003 bis 2019 als Präsidentin des Allgemeinen Deutschen Tanzlehrerverbands und seit 2011 als Präsidentin des Europäischen Tanzlehrerverbands. Zudem ist sie Mitglied des Conseil International de la Danse. Seit 2019 ist sie ADTV Ehrenpräsidentin.

## Politik
Willius-Senzer trat 2003 der FDP bei und ist seit 2014 stellvertretende Vorsitzende des FDP-Kreisverbandes Mainz.
Seit 2006 ist sie Mitglied des Stadtrats der rheinland-pfälzischen Landeshauptstadt Mainz und stellvertretende Fraktionsvorsitzende. In der Fraktion ist die für die Bereiche Kultur und Bildung zuständig.
Bei den Landtagswahlen 2016 und 2021 trat sie im Wahlkreis Mainz I an und wurde über die Landesliste in den Landtag von Rheinland-Pfalz gewählt. Die konstituierenden Sitzungen am 18. Mai 2016 und am 18. Mai 2021 leitete sie jeweils als Alterspräsidentin. Im Landtag arbeitet sie als Mitglied im Ausschuss für Europafragen und Eine Welt, Ausschuss für Gesellschaft, Integration und Verbraucherschutz und im Wahlprüfungsausschuss.
Von Oktober 2017 bis März 2021 war sie als Nachfolgerin von Thomas Roth Vorsitzende der FDP-Landtagsfraktion. Als Nachfolgerin wurde Daniela Schmitt gewählt.

## Weitere Funktionen
Cornelia Willius-Senzer ist seit November 2015 als Senatorin im Verein „Senat der Wirtschaft“. Zudem ist sie beratendes Mitglied im Aufsichtsrat der Staatstheater Mainz GmbH und im Vorstand der Volkshochschule Mainz.

## Privates
Willius-Senzer ist verwitwet und hat einen Sohn und eine Tochter. Sie ist die Schwiegertochter von Aenne Willius-Senzer.